# Hesperodiaptomus augustaensis
Hesperodiaptomus augustaensis là một loài động vật giáp xác trong họ Diaptomidae.